# Guo Mei
Guo Mei (tiếng Trung: 郭梅; bính âm: Guo Mei, sinh tháng 1 năm 1968) là một nhà huyết học học và phó giám đốc của Bệnh viện Quân đội Giải phóng Nhân dân Trung Quốc 307 và Phó giám đốc của Viện Nghiên cứu Bức xạ.
Guo Mei là một bác sĩ người Trung Quốc làm việc với Huisheng Ai. Bà tốt nghiệp Học viện Khoa học Quân y và có bằng thạc sĩ năm 1997. Bà là một chuyên gia nổi tiếng trong việc sử dụng phương pháp ghép tế bào gốc tạo máu để điều trị chấn thương phóng xạ và bệnh máu, đặc biệt là bệnh bạch cầu, thiếu máu bất sản và hội chứng myelodysplastic.
Bà là một trong những người sáng lập của microtransplantation. Nhiều năm kinh nghiệm giáo dục và nghiên cứu về cấy ghép vi mô đã giúp bà nhận được sự tôn trọng lớn từ các đồng nghiệp. Chuyên môn của bà được phản ánh trong các giải thưởng và công nhận bà đã nhận được.
Guo Mei mang niềm đam mê và kiến thức của mình để điều trị bệnh máu bằng cấy ghép vi phẫu tại Bệnh viện 307, và với đội ngũ hỗ trợ và y tế tận tâm không kém, làm việc chăm chỉ mỗi ngày để cải thiện chất lượng cuộc sống của bệnh nhân.

## Nghiên cứu
1998 Tiến sĩ Guo và nhóm y tế của bà đã phát triển "Nghiên cứu cấy ghép không phù hợp với HLA trong điều trị các khối u ác tính về huyết học" thành công.
2004 Nghiên cứu của các nhà tài trợ ghép huyết đơn liên quan và không liên quan đến HLA để điều trị các bệnh về máu.
2005 Điều trị tai nạn phóng xạ nghiêm trọng và bức xạ tủy xương và ruột cực kỳ nghiêm trọng
2006 Phát triển một sáng tạo ban đầu của microtransplantation để điều trị bệnh bạch cầu. Công nghệ này mở ra cơ hội mới để điều trị bệnh bạch cầu trên thế giới.
Từ năm 2010 đến 2015, bà tham gia 12 dự án của 863 quốc gia và các dự án cấp tỉnh. Là ứng viên đầu tiên, bà đã thực hiện năm dự án nghiên cứu khoa học, bao gồm dự án của Bộ Khoa học và Công nghệ Quốc gia, dự án trọng điểm Kế hoạch 5 năm của khoa học và công nghệ và Dự án trọng điểm 5 năm của Kế hoạch khoa học và công nghệ.

## Danh dự
- Giải nhất về thành tích y tế quân sự vào tháng 6 năm 2005
- Giải thưởng thành tựu quân y tháng 3 năm 2006
- Giải nhì giải thưởng thành tựu quân y tháng 9 năm 2007
- Danh hiệu cao quý thứ 3 năm 2008

Thành tựu của bà bao gồm hơn 100 bài báo nghiên cứu được công bố, bao gồm bốn bài báo đã được SCI (JCO: 18.4, Blood: 10.55, BBMT 3.86) ghi nhận thiếu máu bất sản và hội chứng myelodysplastic. bà là đồng tác giả của năm chuyên khảo, bao gồm "cấy ghép tế bào gốc tạo máu và cơ bản", "Nghiên cứu bệnh bạch cầu hiện đại", "Nghiên cứu lâm sàng và cơ bản về bệnh phóng xạ" và hai cuốn sách khác.